# Zelenikovo
Zelenikovo (Macedonisch: Зелениково) is een gemeente in Noord-Macedonië.
Zelenikovo telt 4077 inwoners (2002). De oppervlakte bedraagt 176,95 km², de bevolkingsdichtheid is 23 inwoners per km².
De plaats ligt even ten westen van de meanderende Vardar ongeveer 20 kilometer ten zuidoosten van Skopje.
Zie Tauresium, de geboorteplaats van Justinianus I.